# Dzień rektorski
Dzień rektorski – dzień w którym nie odbywają się zajęcia na uczelni, pomimo planu. Przyczyną może być święto, żałoba lub inne wydarzenia przewidziane w regulaminie. Rzadziej takie, którego nie dało się przewidzieć w momencie opublikowania planu. Np. niektóre uniwersytety ogłosiły rektorskim 21 października 2007, gdy odbyły się wcześniejsze wybory parlamentarne. Referenda i wybory przeprowadzane są zwykle w weekendy, zatem wolne mieli żacy studiujący zaocznie.
Również niektóre uczelnie ogłosiły dniami rektorskimi 17 i 18 kwietnia 2010 roku z powodu uroczystości żałobnych i pogrzebowych ofiar katastrofy lotniczej w Smoleńsku.
Ponieważ każda uczelnia ma autonomię, zasady ogłaszania dni rektorskich mogą być różne. Oprócz rektora, może je wprowadzić prorektor lub senat uczelni.
Analogiczny jest dzień dziekański. W tym wypadku nauka odwołana jest tylko na wydziale, na którym został ogłoszony. Oprócz dziekana, może je wprowadzić prodziekan lub rada wydziału.
Władze uczelni mogą również postanowić o godzinach rektorskich lub dziekańskich.